# Die Gemälde des neunzehnten und zwanzigsten Jahrhunderts in der Niedersächsischen Landesgalerie Hannover
Die Gemälde des neunzehnten und zwanzigsten Jahrhunderts in der Niedersächsischen Landesgalerie Hannover ist der Titel eines Katalogs des Niedersächsischen Landesmuseums in Hannover.
Erstmals erschien er 1973, in neu bearbeiteter und ergänzter Auflage 1990. Die Sammlung der Landesgalerie als eine der „bedeutendsten Sammlungen deutscher Malerei des neunzehnten Jahrhunderts“ verzeichnet der Katalog mit Stand von 1990. Ein Text- und ein Bildband stellt sämtliche in der Landesgalerie befindlichen Gemälde des 19. und frühen 20. Jahrhunderts vor, von der Romantik bis hin zum deutschen Expressionismus, sowie Informationen zu deren Malern.
Ab Ende der 1960er Jahre bis 1973 verzeichnete der Oberkustos der Landesgalerie Ludwig Schreiner die Sammlung. Von damals 1140 Bildern wurden später – nach der Gründung des Sprengel Museums – im Jahr 1979 insgesamt 355 Werke expressionistischer und Zeitgenössischer Malerei abgegeben. Gemälde der Impressionisten sowie der „Worpswede-Gruppe“ verblieben in der Landesgalerie. Hinzu kamen nach 1973 erfolgte Neuzugänge.
Bis 1990 überarbeitete und ergänzte Regine Timm in gut zweijähriger Arbeit den Katalog und vervollständigte die Literaturangaben, redaktionell betreut von dem Oberkustos der Landesgalerie Bernd Schälicke.

## Bibliographische Angaben
- Ludwig Schreiner: Die Gemälde des neunzehnten und zwanzigsten Jahrhunderts in der Niedersächsischen Landesgalerie Hannover (= Kataloge der Niedersächsischen Landesgalerie Hannover, Bd. 3). Bruckmann, München 1973, ISBN 3-7654-1536-7 (Teil 1: Textband; Teil 2: Bildband).	
  - neu bearbeitet und ergänzt von Regine Timm. Niedersächsisches Landesmuseum, Hannover 1990, ISBN 3-9800869-4-1 (Teil 1: Textband; Teil 2: Bildband; Digitalisat Textband, Bildband).